# لوريس كيسيل
لوريس كيسيل هو سائق سيارة سباق سويسري، ولد في 1 أبريل 1950 في لوغانو في سويسرا، وتوفي في 15 مايو 2010 في Montagnola ‏ في سويسرا بسبب ابيضاض الدم.